# Dev
戴文·史達·泰勒絲（Devin Star Tailes，1989年7月2日—），以其艺名Dev出名，美國歌手，出生於美國加州。她拥有墨西哥与葡萄牙的血统。

2010年，她發表個人第一張單曲《Booty Bounce》，是《Like a G6》的樣本。《Like a G6》曾於告示牌百強單曲榜中排名首位，及此Dev開始受人注目。其後發行第二首單曲《Bass Down Low》，其舞曲風格獲得不俗的評語。

2011年8月31日，發行個人首張專輯，名為《The Night the Sun Came Up》。

## 傳記
Dev來自一個小鎮名叫曼蒂卡，位於加州的中央谷地。她有兩個妹妹。由於她生於由葡萄牙和墨西哥人組成的家庭，其多元化的文化令她的生活添上色彩。

Dev於四歲時接觸游泳，並不斷練習，最後成為奧運游泳選手。另外她亦酷愛音樂，有時會創作歌曲，但一次的意外收穫令她改變了自己的事業。

### 2005年－2009年：意外收穫、尋覓自我
2005年，Dev把自己創作的小作品上載到MySpace網站，不久便被美國組合The Cataracs賞識而邀請她簽約。Dev決定以歌手為自己的事業，於2010年簽約環球唱片。

同年8月，The Cataracs讓她錄製《Booty Bounce》，因她的獨特聲線而令The Cataracs想起念頭，就是將歌曲的其中一段與遠東韻律的《Like a G6》結合，結果大受歡迎，此曲成為世界的流行歌曲，及此令Dev的知名度大增。同年12月，發表單曲《Bass Down Low》，其電音風格亦吸引大眾。

### 2010年至今：驚人成績、邁向成功
兩首單曲均能引起熱潮，Dev便開始籌備個人首張專輯《The Night the Sun Came Up》，而專輯內另外三首單曲《Getaway》、《In The Dark》和《Shadows》都被她以清新及鄉村風味重新演繹。

影片上載到Youtube網站後獲得好評，清脆悅耳的聲線亦獲得大眾支持和喜愛。專輯於2011年9月2日推出。

## 專輯

### 2011年8月31日：太陽升起的夜晚（The Night the Sun Came Up）
專輯內的歌曲風格多元化，如電子樂、R&B、嘻哈等等。

當中收錄了她的第二首單曲《Bass Down Low》。
- 專輯曲目：

1. Getaway　（遠走高飛）
2. In My Trunk　（車尾箱）
3. Me　（我）
4. Breathe　（呼吸）
5. Take Her From You　（把她奪走）
6. Lightspeed　（光速）
7. Dancing Shoes　（跳舞鞋子）
8. Perfect Match　（完美配合）
9. Bass Down Low (Ft. The Cataracs)　（低音頻率）
10. Kiss My Lips　（吻著我唇）
11. In The Dark　（在黑暗中）
12. Shadows　（影子）
13. Bass Down Low (Ft. Tinie Tempah & Cataracs Remix)　（低音頻率－混音版）
14. In The Dark (Ft. Flo-Rida)　（在黑暗中－佛羅里達客串版）